# 陸船車
陸船車（りくせんしゃ）、門弥式陸船車（もんやしき りくせんしゃ）は、18世紀初め（1729年以前）に武蔵国児玉郡北堀村（現在の埼玉県本庄市北堀）の百姓である庄田門弥（）によって考案・発明された足踏み式自走四輪車。当時は「千里車」とも呼ばれた。

## 自走の仕組み
この「門弥式陸船車」は、「新製陸舟車（久平次式陸船車）」と違い、踏車と歯車の原理を応用した足踏み式自走で推進した。構造上、久平次式の様にハンドル操作による方向転換はできず、体を傾け重心を移動したと考えられる。踏車や舟など身近な道具からの着想による発明で、近代の自転車とは構造が大きく異なる。また、三輪車の久平次式に対し、門弥式は四輪車である（立って搭乗する点は共通）。
車軸の中心にはめ込んだ小歯車が、上方の足踏み式大歯車（踏車の応用）とかみ合い、足で漕ぐ事により、歯車が連動して走行する仕組みとなっている。大歯車の側面には乗木という板が放射状に設置されて、これを踏んで回転させた。門弥式はこの踏車型機構が前輪側に設置されている。そのシンプルな機構ゆえに短期間で発展を遂げたと言える。

## 外観について
外観は、舟に木製車輪を付けたもので、上面の箱の内部に足踏み式歯車が設置されている。新製陸舟車はクランクペダル式でこの箱自体がなく、小型化している。ハンドルに当たる機構は竹田式陸船車から始まり、新製陸舟車で改良され、小型化している。『新製陸舟奔車之記』には、門弥の陸船車は長さは9尺（約2.73メートル）と記されている。車軸幅は1尺3寸、舟本体の幅は1尺と推定される。車輪の直径は約48センチメートル、厚さは約2.42センチメートルで、かなり薄く、その分強度の高い木材を用いたと考えられる。

## 庄田門弥について
地方文書（）にも名が残されており、大字北堀（字本田・字新田・字原・字久下塚・字笠ヶ谷戸から成る集落）の字本田の集落に住んでいたとされる（現在の本庄早稲田駅から北東1キロメートル辺り）。代々組頭で、庄田門弥という名は襲名である。陸船車を発明した門弥は、通称を庄右衛門、周りからは「千里車の人」と呼ばれ、後世では「からくり門弥」と呼ばれている。万治元年から寛延3年（1658 - 1750年）にかけての人物とされ、93歳の頃に病没したとされる（『庄田家文書』より）。

## 将軍への献上
門弥の年齢もあり、完成した陸船車は門弥の息子善兵衛によって享保14年4月頃に江戸へ運ばれ、上聞（）、つまり将軍徳川吉宗へと献上されたとある（門弥が陸船車を考案し発明中の時点で将軍の耳には入っていたとされる）。正確には、将軍の命で完成したら小姓山本新五右衛門に献上する様にと伝えられ、完成後、4月3日に江戸着、乗車姿を見せる為、善兵衛は神田鍛冶町で待機していたとされる。

## その後の発展と終わり
享保15年には「竹田式陸船車（構造は門弥式に近いが踏車型機構を後輪側につけたため三輪で、方向転換も可能、外装を飾っている）」が見世物として京都竹本座で民衆の噂となる。これらの噂に触発されて、自走のカラクリを研究した彦根藩藩士の平石久平次時光（）が、近代の自転車に近似する「新製陸舟車」を享保17年に発明する（竹田式も久平次式も前輪とハンドル部位を縄でつないで方向転換を可能としている）。自走機構が踏車型の歯車からクランクペダル式となったため、さらに小型化。これらは、それぞれ影響しあって享保年間という短い期間に発展した乗り物という事になる。個人的発明で終わって量産化されず、近代以降は古文書（設計図）や書物に残るのみとなった。18世紀末の時点で造られなくなったものと考えられる。

## その他
- 陸船車に関する研究は、1950年代から始まっており、考察は折々出ていた。
- 竹田式陸船車のみ、車体から車輪が飛び出ない形式となっている。竹田式を門弥式と久平次式の中間型とすると、久平次式（新製陸舟車）は先行する双方を参考に、改良されている事が分かる。

## 参考資料
- 『本庄市立歴史民俗資料館 資料館研究紀要 第4号』
- 『本庄人物事典』
庄田門弥について記述がある。
- 『本庄歴史缶』
1992年に彦根市役所から本庄市役所へ久平次の図面が紹介された経緯が書かれている。
- 『拾珍御伽璣訓蒙鑑草（）』
享保15年に発行された諸々のからくりを記した本（第一復刻は昭和4年）。竹田式陸船車が載っている。